# Calderbrook
Calderbrook – wieś w Anglii, w hrabstwie ceremonialnym Wielki Manchester, w dystrykcie metropolitalnym Rochdale. Leży 23 km na północny wschód od centrum miasta Manchester.